# Sala Sporturilor „Transilvania”
Sala Sporturilor „Transilvania” este o sală multifuncțională din municipiul Sibiu. Capacitatea sălii este de 1812 de locuri. Sala dispune de centrală termică proprie, stație de ventilație care asigura o permanentă împrospătare a aerului, respectiv o încălzire rapidă în sezonul rece. 
În plus, sala este dotată cu stand pentru prezentare de materiale sportive și susținătoare pentru efort sportivi, dar și cu parcare proprie, luminată, de 1.000 locuri, cu posibilitate de închiriere pentru diverse manifestații precum concerte sau expoziții cu vânzare.

### Dotări
- aparatură profesională de sport: baschet, handbal, volei, tenis de câmp, fotbal în sală, tenis de masă;
- tabelă electronică de marcaj
- instalație de sonorizare
- cabine de presă
- pachet lamelar pentru suprafața de joc
- plase protecție în spatele porților
- covor de protecție pentru suprafața de joc